# Nasa
Nisea (en grec antic: Νίσαια, Nísaia, llatí: Nisea), altrament coneguda com a Nisa o Nasa en les fonts aràbigues, també Partaunisa (Παρθαύνισα) o Mitradatkert (en part: 𐭌𐭕𐭓𐭃𐭕𐭊𐭓𐭕 Mithradātkert, 'fortalesa de Mitridates), fou una antiga ciutat dels parts situada a l'actual Turkmenistan, vora la capital Aşgabat. Es considerada una de les capitals de l'Imperi Part, i el 2007 les restes foren declarades Patrimoni de la Humanitat.
D'entre les fonts grecoromanes, sembla que es correspon amb la ciutat que Estrabó situa com a capital d'Hircània, i tal vegada de la mateixa que Claudi Ptolemeu anomena Nigea, que els editors sovint corregeixen a Nisea, i que situa a la Margiana. Ammià Marcel·lí i Plini el Vell també parlen d'una ciutat anomenada Nisea, i també Isidor de Càrax, que l'anomena Partaunisa. Sovint, la ciutat ha estat identificada amb la Nisāia esmentada a l'Avesta, i de la Nsai-mianak de les fonts armènies.
Mitridates I de Pàrtia la va establir com una de les seves capitals i s'hi van construir les tombes dels reis arsàcides. Al-Istakhri diu que tenia molta aigua i era gran com Sarakhs. Al-Mukaddasi confirma això però diu que l'aigua era de mala qualitat. Muhammad al-Nasawi diu que el clima era poc sa degut a la calor i que els turcs només hi podien viure un temps; tenia llavors una ciutadella i nombrosos sepulcres de xeics religiosos i homes cèlebres. Yakut diu que estava a 5 dies de camí de Merv, a 1 dia d'Abiward i a 6 o 7 de Nishapur. Ja estava en decadència al segle xvii quan fou ocupada pels uzbeks i al caps d'uns anys estava en ruïnes.